# Julius Caesar v Egyptě
Julius Caesar v Egyptě ((italsky) Giulio Cesare in Egitto, (anglicky) Julius Caesar in Egypt, HWV 17) je opera seria Georga Friedricha Händela z roku 1724. Libreto napsal Nicola Francesco Haym podle staršího libreta Giacoma Francesca Bussaniho, které bylo zhudebněno Antoniem Sartoriem v roce 1676. Premiéra proběhla 20. února 1724 v Her Majesty’s Theatre v Londýně a měla ihned obrovský úspěch. I dnes je to jedna z nejčastěji uváděných barokních oper.

## Nahrávky
- 1991 Concerto Köln řídil René Jacobs, zpívali: Julius Caesar (Jennifer Larmore), Kleopatra (Barbara Schlick), Cornelia (Bernarda Fink), Sextus (Marianne Rorholm), Tolomeo (Lee Derek Ragin), Achillas (Furio Zanasi), Nireno (Dominique Visse), Curio (Olivier Lallouette), Harmonia Mundi, HMC901385/87[2][3]